# Partícula de Planck
Una partícula de Planck es una partícula subatómica hipotética que se define como un diminuto agujero negro cuya longitud de onda Compton es el mismo que su radio de Schwarzschild. Su masa es entonces (por definición) igual a la masa de Planck, y su longitud de onda Compton y el radio de Schwarzschild son iguales (también por definición) a la longitud de Planck.
En comparación, por ejemplo, con un protón, la partícula de Planck es extremadamente pequeña (su radio es igual a la longitud de Planck, que es de 10 elevado a -20 el radio del protón) y pesada (la masa de Planck es 13 veces la masa quintillón del protón).
Se cree que esta partícula debe desaparecer debido a la radiación de Hawking, de modo que, en un principio, tiene un tiempo de vida de 1,38.10-44 segundos o 0,26 veces el tiempo de Planck, más pequeño de lo que podría medirse teóricamente. Sin embargo, la existencia de tal radiación es objeto de debate.
Los estudios de tales partículas tienen implicaciones para la construcción de una teoría cuántica de la gravedad, así como los intentos de construir modelos de cosmología.